# 若狭彦神社
若狭彦神社（わかさひこじんじゃ）は、福井県小浜市にある神社。式内社（名神大社）、若狭国一宮。旧社格は国幣中社で、現在は神社本庁の別表神社。
上社・下社の2社からなり、上社（小浜市龍前）を「若狭彦神社」、下社（小浜市遠敷）を「若狭姫神社（わかさひめじんじゃ）」という。別称として郡名から「遠敷明神」とも呼ばれる。

## 概要
小浜市中心部から南東の多田ヶ岳山麓に鎮座する。上社（若狭彦神社）・下社（若狭姫神社）の2社からなるが、総称として「若狭彦神社」または「上下宮」と呼ばれる。
神紋は「宝珠に波」。これは彦火火出見尊（山幸彦）が龍宮で手に入れた潮を自在に操る潮盈珠・潮乾珠に因む（山幸彦と海幸彦を参照）。
若狭彦神社は畳・敷物業の神ともされ、現在はインテリア関係者の信仰も集める。若狭姫神社は安産・育児に霊験があるとされ、境内には子種石と呼ばれる陰陽石や、乳神様とよばれる大銀杏などがある。現在はほとんどの祭事は下社・若狭姫神社で行われており、神職も下社にのみ常駐している。

## 祭神
祭神は次の2柱
若狭彦神社（上社）祭神
- 彦火火出見尊（ひこほほでみのみこと） - 「若狭彦神」として祀る。

若狭姫神社（下社）祭神
- 豊玉姫命（とよたまひめのみこと） - 「若狭姫神」として祀る。

## 歴史

### 概史
社伝では、二神は遠敷郡下根来村白石の里に示現したといい、その姿は唐人のようであったという。和銅7年（714年）9月10日に両神が示現した白石の里に上社・若狭彦神社が創建された。翌霊亀元年（715年）9月10日に現在地に遷座した。白石の前鎮座地には、若狭彦神社境外社の白石神社がある。下社・若狭姫神社は、養老5年（721年）2月10日に上社より分祀して創建された。
国史では、天安3年（859年）に「若狭比古神」の神階が正二位勲八等に、「若狭比咩神」の神階が従二位にそれぞれ昇叙された旨が記されている。
延長5年（927年）成立の『延喜式』神名帳では若狭国遠敷郡に「若狭比古神社二座 名神大」と記載され、2座が名神大社に列している。
中世には上社が若狭国一宮、下社が二宮とされた。
明治4年 (1871年)に近代社格制度において国幣中社に列された。
元々は上社が祭祀の中心であったが、室町時代ごろから下社に移った。中世には社家の牟久氏が京の官人や有力御家人と結びつき、広大な社領を有した。

### 神階
- 若狭彦神
  - 天安3年（859年）1月27日、従二位勲八等から正二位勲八等 （『日本三代実録』） - 表記は「若狭比古神」。
- 若狭姫神
  - 天安3年（859年）1月27日、正三位から従二位 （『日本三代実録』） - 表記は「若狭比咩神」。

## 境内

### 若狭彦神社（上社）
- 本殿 - 福井県指定有形文化財。
- 楼門（随神門） - 福井県指定有形文化財。[注 1]
- 神門 - 福井県指定有形文化財。

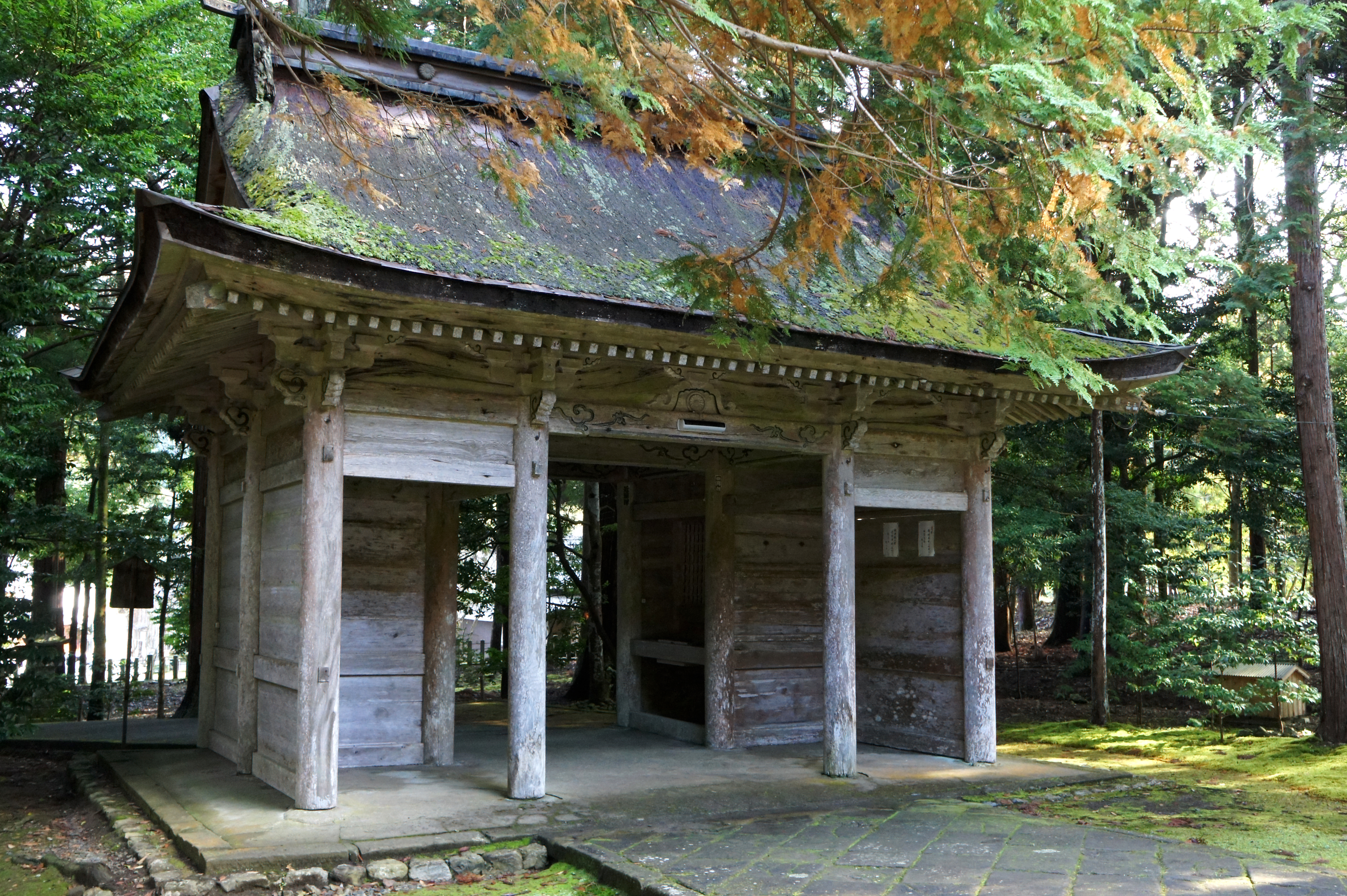
楼門（随神門）
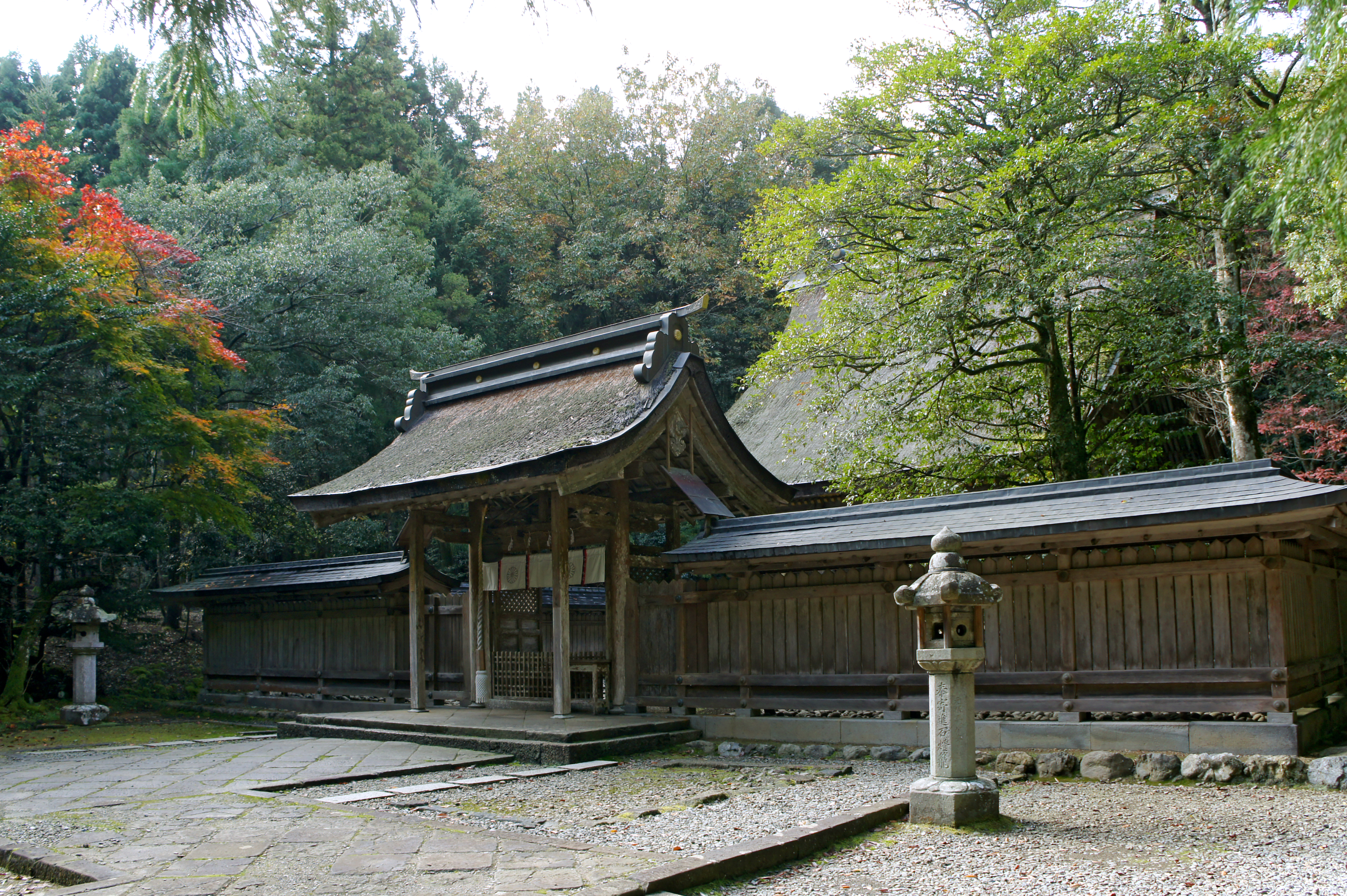
神門
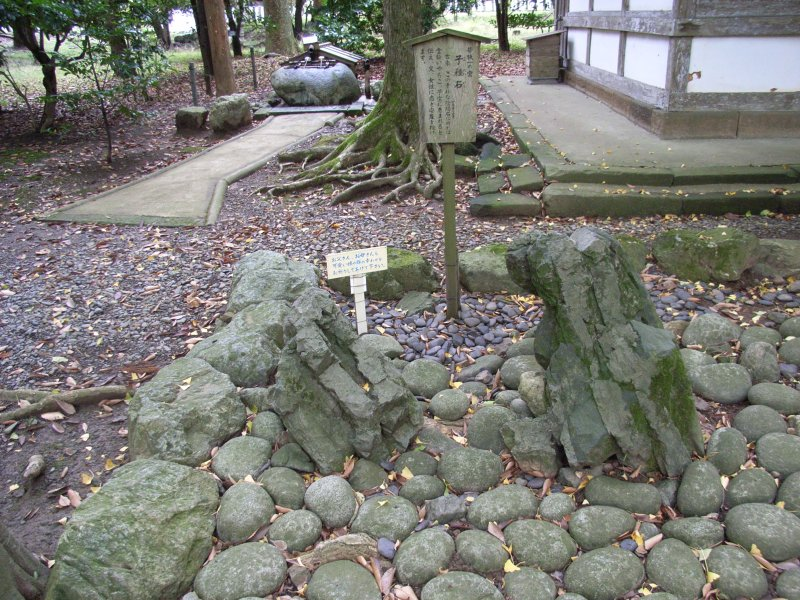
陰陽石

### 若狭姫神社（下社）
- 本殿 - 福井県指定有形文化財。
- 楼門（随神門） - 福井県指定有形文化財。[注 1]
- 神門 - 福井県指定有形文化財。
- 能舞台
- 社叢 - 福井県指定有形文化財。

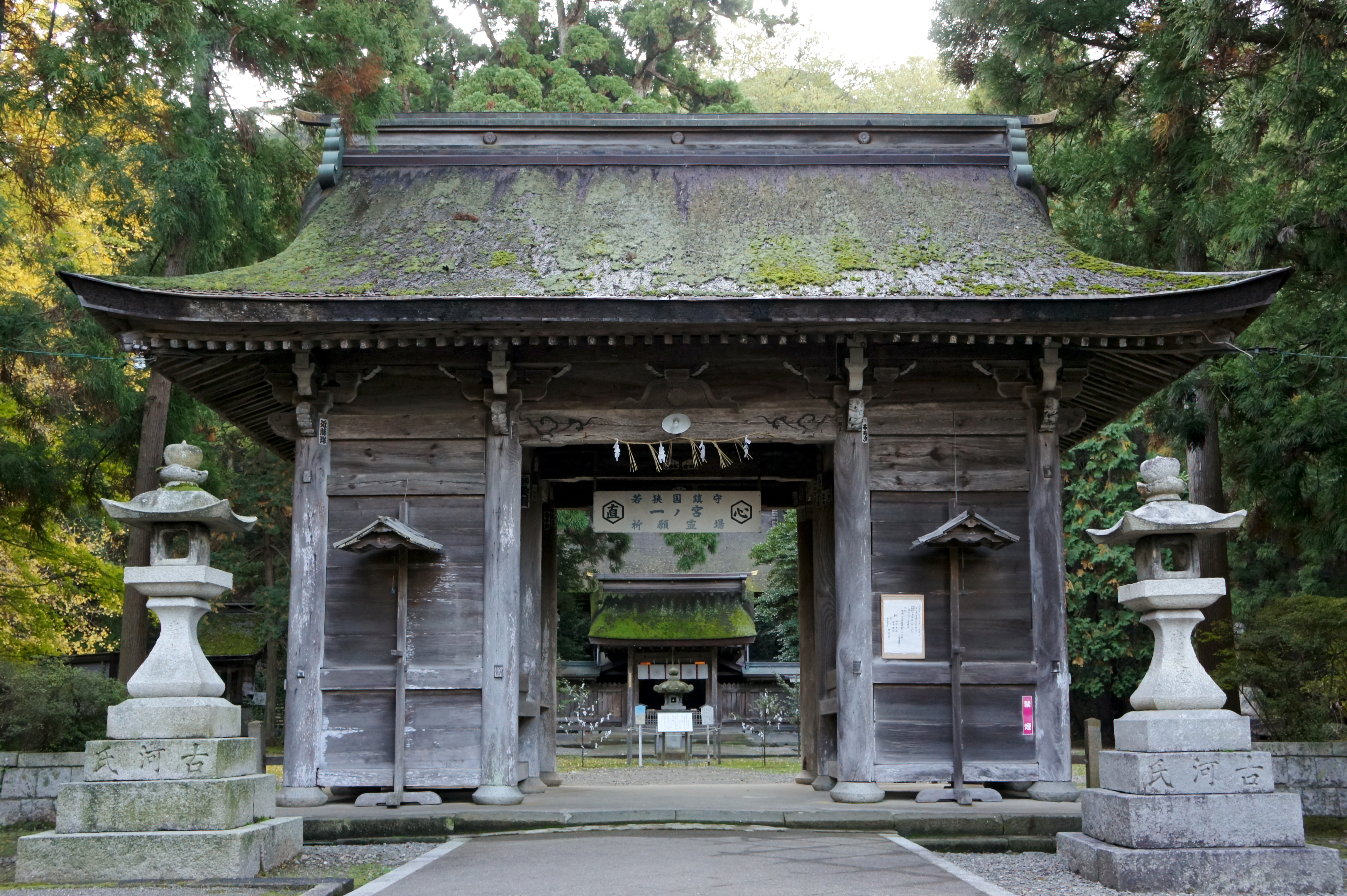
楼門（随神門）
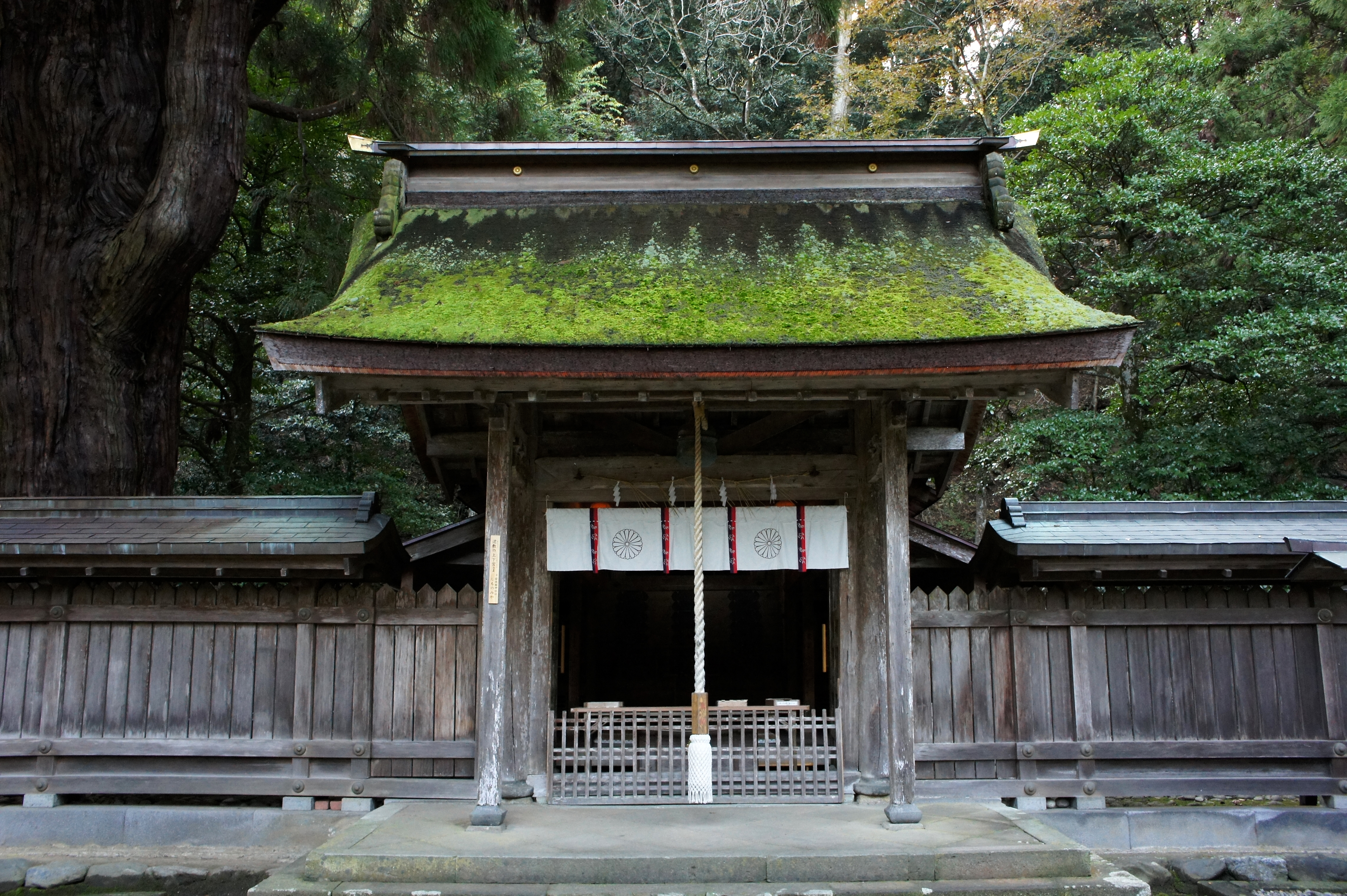
神門
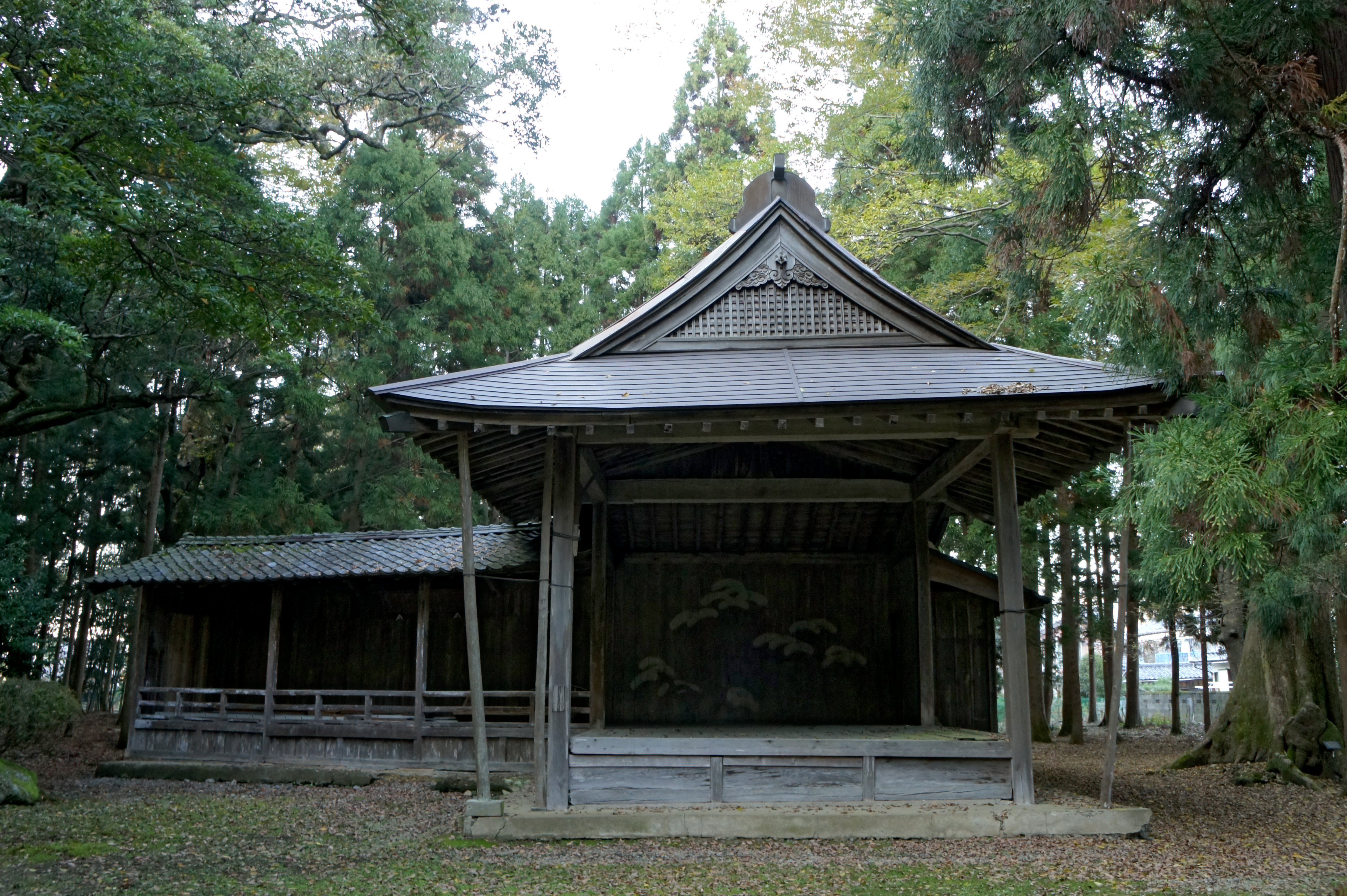
能舞台

## 主な祭事

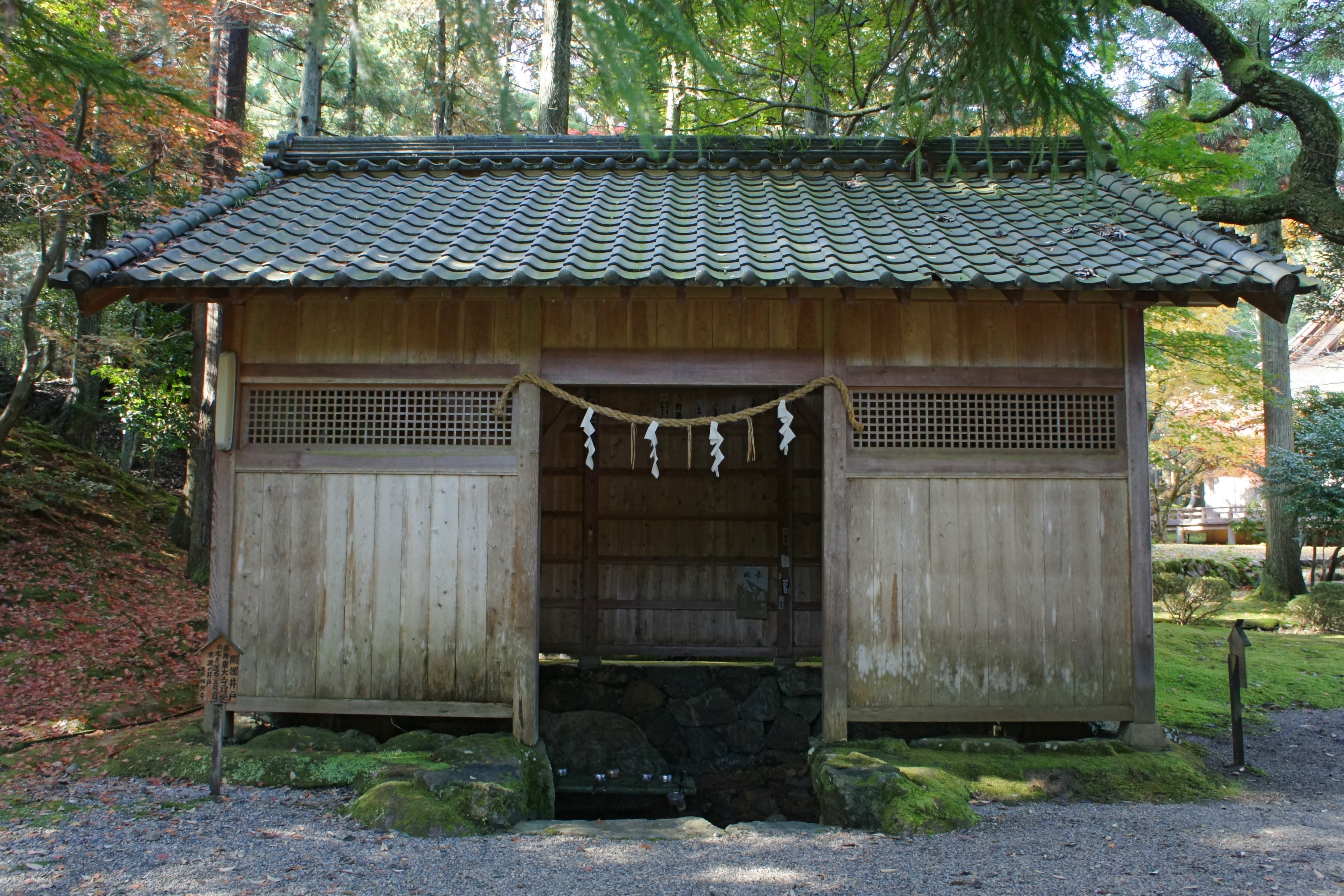
若狭神宮寺の閼伽井戸

- お水送り

若狭彦神社の神事としては「お水送り」が知られる。当地の伝承では、ある年、奈良市の東大寺二月堂の修二会で神名帳を読んで全国の神を招いたが、遠敷明神は漁で忙しかったため遅刻してしまった。そのお詫びとして、遠敷明神は二月堂の本尊である十一面観音にお供えの閼伽水を送ると約束したという。白石から下った所にある鵜ノ瀬と呼ばれる淵は、二月堂の若狭井に通じているとされている。旧暦2月には、鵜の瀬で二月堂に水を送る「お水送り神事」が行われる。その水を受けとる祭事が二月堂の「お水取り」である。ただし、今日では、元は当社の神宮寺であった若狭神宮寺が主体となって行われている。2015年（平成27年）4月24日、「海と都をつなぐ若狭の往来文化遺産群 - 御食国（みけつくに）若狭と鯖街道 - 」の構成文化財として日本遺産に認定される。

遠敷祭り
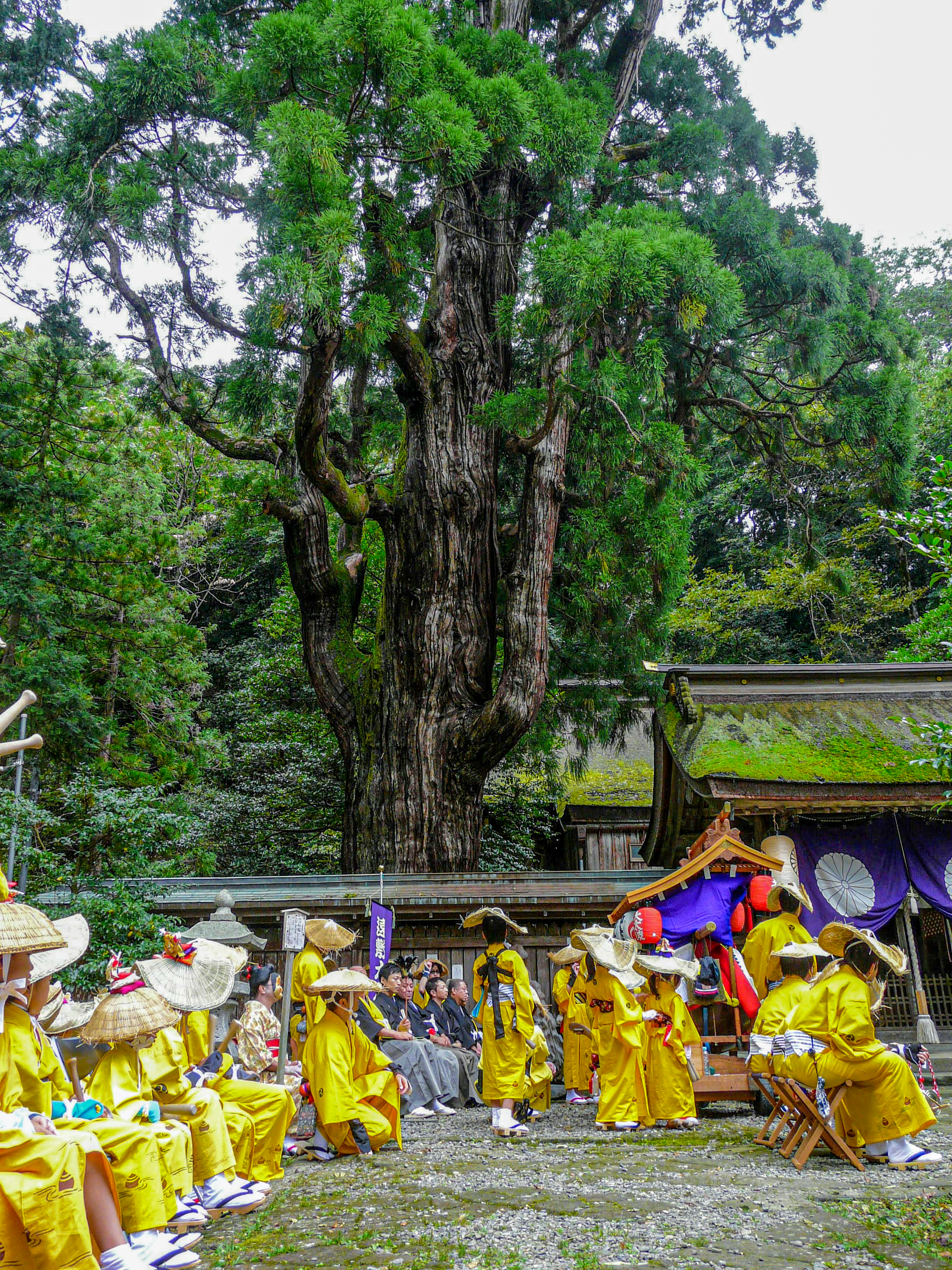
千年杉と神門の前で行われた棒振りの演舞
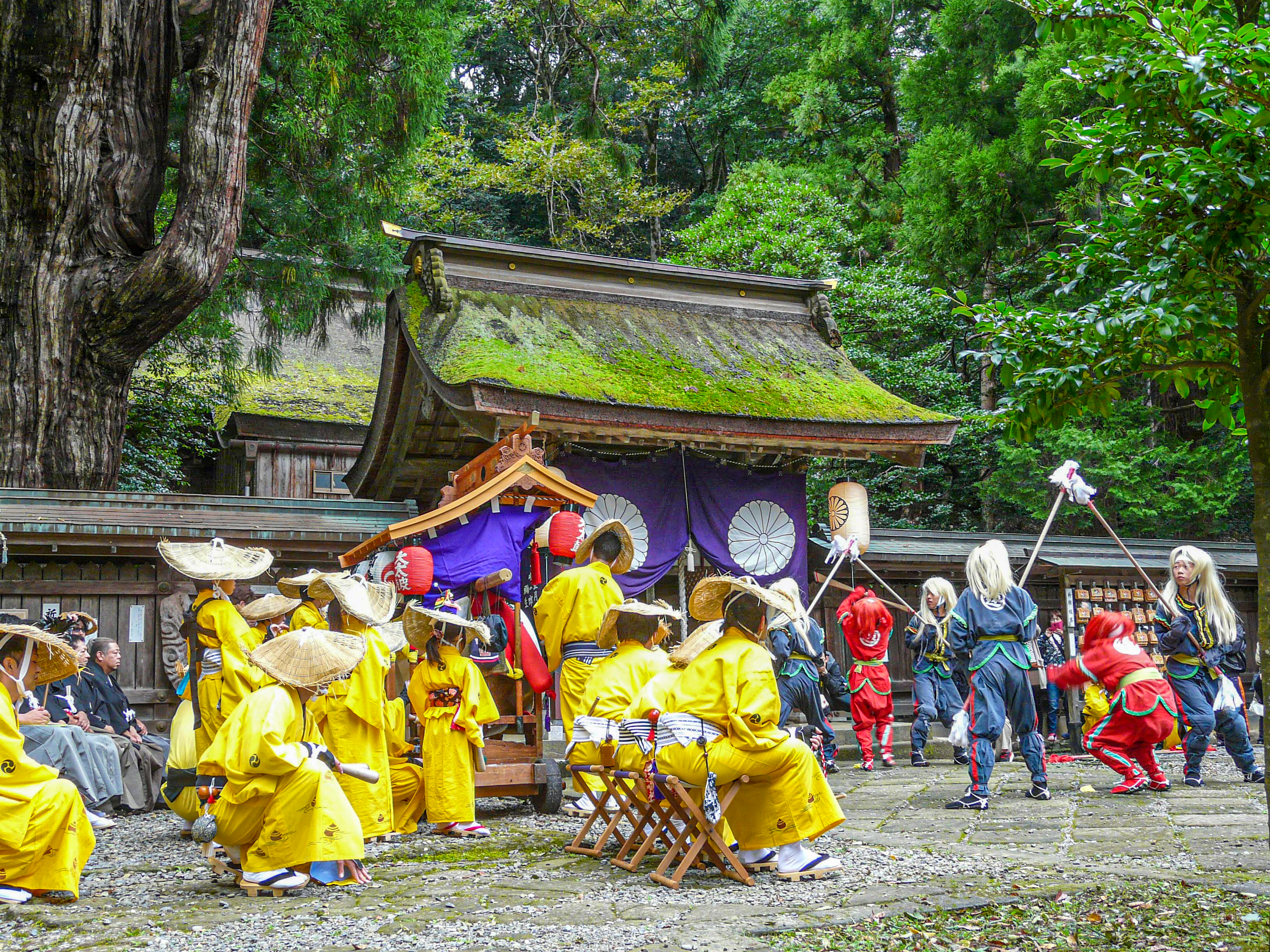
右側の青と赤の衣装の者は棒振りの演舞を行っている。

若狭姫神社の遠敷明神および若狭彦神社の祭りで、五穀豊穣を願い、棒振りや大太鼓が地区内を練り歩き行われる。遠敷明神が721年（養老5年）2月10日に遠敷の地に鎮座したので、3月10日に祭りを行い、若狭彦神が715年（霊亀元年） 9月10日に鎮座したので10月10日に行われている。いずれも太陽暦になり、旧暦に合わせ1ヶ月繰り下げて行われている。最近では、土・日曜日にあわせて行われるようになっている。
- 遠敷祭り
- 千年杉と神門の前で行われた棒振りの演舞
- 右側の青と赤の衣装の者は棒振りの演舞を行っている。

## 文化財

### 重要文化財（国指定）
- 太刀 銘 宗□（伝宗近）（工芸品）
平安時代の作。寛政7年（1795年）に奉納された。刃長79.1センチメートル。明治45年2月8日指定[4]。
- 詔戸次第（乾元二年卯月廿一日） 1巻（古文書）
鎌倉時代、乾元2年（1303年）の書写の祝詞。昭和48年6月6日指定[5]。

### 福井県指定文化財
- 有形文化財
  - 若狭彦神社（上社）本殿・神門・随神門 3棟（建造物） - 昭和54年2月6日指定[6]。
  - 若狭彦神社（下社）本殿・神門・随神門・社叢 3棟（建造物） - 昭和54年2月6日指定[7]。

### 小浜市指定文化財
- 有形民俗文化財
  - 奉納船と神体船 - 市内各神社に残る7船のうち弁才船模型（海幸丸）。平成21年8月21日指定[8]。
- 天然記念物
  - 若狭彦神社（下社）オガタマノキ - 昭和45年10月29日指定[9]。

## 現地情報
所在地
- 若狭彦神社（上社）：福井県小浜市龍前28-7
- 若狭姫神社（下社）：福井県小浜市遠敷65-41

交通アクセス
- 西日本旅客鉄道（JR西日本）小浜線 東小浜駅から
  - 若狭彦神社まで：徒歩約30分
  - 若狭姫神社まで：徒歩約10分

周辺
- 若狭神宮寺
- 鵜の瀬

## 関連図書
- 安津素彦・梅田義彦編集兼監修者『神道辞典』神社新報社、1968年、65頁
- 白井永二・土岐昌訓編集『神社辞典』東京堂出版、1979年、355-356頁
- 上山春平他『日本「神社」総覧』新人物往来社、1992年、116-117頁
- 『神道の本』学研、1992年、218頁